# Pârvova, Caraș-Severin
Pârvova este un sat în comuna Lăpușnicel din județul Caraș-Severin, Banat, România.

## Legături externe

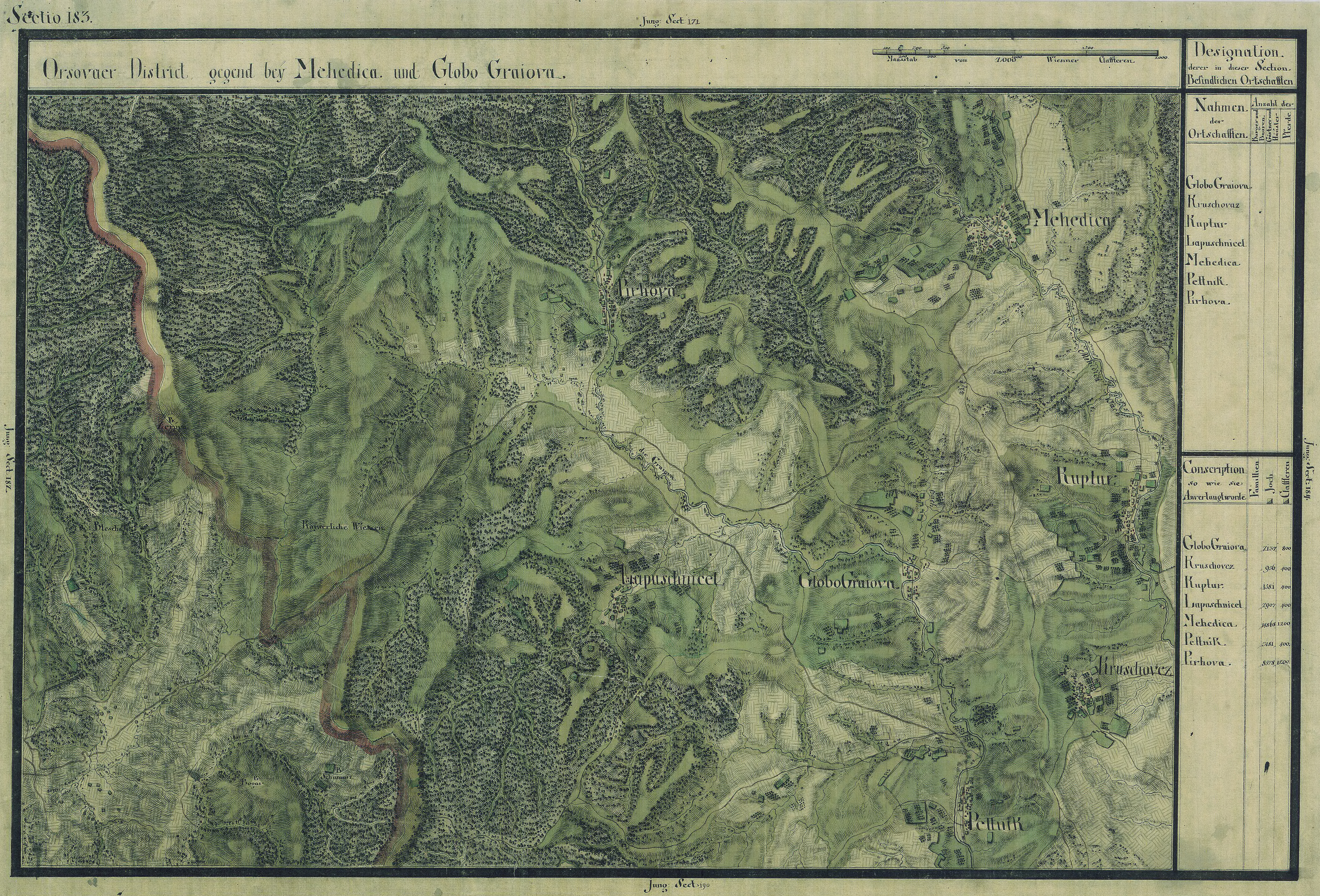
Pârvova în Harta Iosefină a Banatului, 1769-72